# Reishia bronni
Reishia bronni là một loài ốc biển, là động vật thân mềm chân bụng sống ở biển thuộc họ Muricidae, họ ốc gai.

## Miêu tả
Kích thước vỏ ốc khoảng 40 mm và 66 mm

## Phân bố
Loài này phân bố ở Thái Bình Dương dọc theo Nhật Bản.